# Kósa József (állatgondozó)
Kósa József (Battonya, 1942. május 17.[forrás?] – Kistarcsa, 2019. május 9.) magyar állatgondozó, állatidomár, több játékfilm és állatokról szóló dokumentumfilm szereplője. Értett az állatok nyelvén, minden állatával különös belsőséges kapcsolata volt, a vele dolgozó állatok „sosem néztek ki a kamerából”, ahogy ő mondta. Mivel a gödöllői telep már szűkösnek bizonyult, így kapott lehetőséget és hatalmas területet Veresegyházán a jelenlegi helyen. Így ő és medvéi és a vele költöző állatok alapozták meg a Veresegyházi Medveotthon medveállományát. Medvepapaként ismerték.

## Életpályája

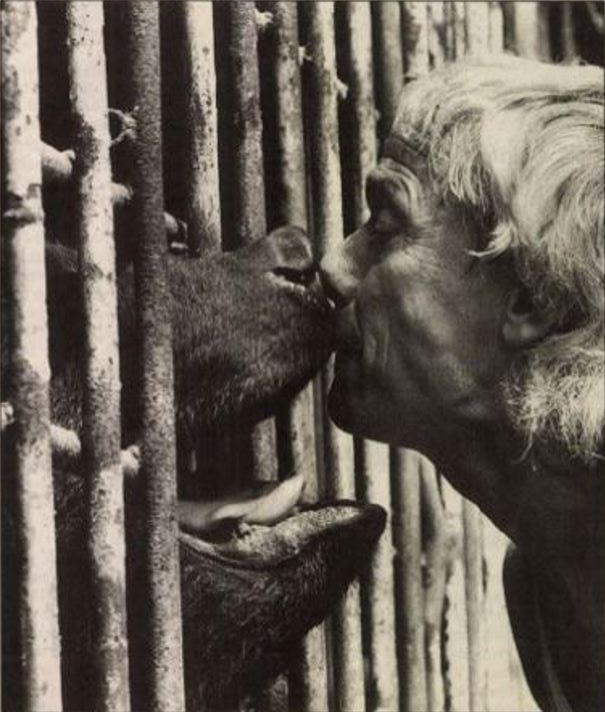
Döncivel (Gárdi Balázs felvétele)

Kósa József (Macipapa) Battonyán született, szülei állattartással foglalkoztak. Amikor 5 éves volt, édesapja meghalt, miután felöklelte egy bika. Mivel édesanyja négy gyereket nevelt egyedül, ezért az iskola mellett dolgoznia kellett.
Hivatásos vadász képesítést szerzett és tíz évig gyakorolta a szakmát. Ez hozta közel a filmezéshez.
Az első saját állata egy galambász héja volt. Mit csinált felséged 3-tól 5-ig? című 1964-es filmjében dolgozott először állattal. Egy szirti sassal, amit valamelyik állatkertből béreltek és rókafogásra kellett betanítania.
Az évek során több állatot is megmentett, élelmezésükről gondoskodott. Medvéket, farkasokat, tigrist, hollót és kutyákat is tartott.
Eleinte a családja mellett intézte az állatos ügyeket, majd kiköltözött édesanyjával a Mafilm gödöllői telepére, ami eredetileg a Lutra című film díszletéül szolgált. Első medvéjét egy vándorcirkusztól vette meg.
Kósa József Gödöllőn anno több mint 30 állatot, medvéket és farkasokat gondozott, majd 1998-ban az ő állatainak az átköltöztetésével jött létre Veresegyházon a medvemenhelyként induló terület: az ő medvéire, állataira alapozták a Medveotthon alapkövét a Gödöllőről való átköltözésükkel, hogy tágasabb kifutókban jobb körülmények között éljék életüket. 1998 őszén jött létre a Világ Állatvédő Szövetsége (WSPA)  és a Veresegyházi Önkormányzat megállapodása új közös otthonukról. Egy ideig Kósa József is ott lakott egy szolgálati lakásban az állataival.

## Film róla
Rövid riportfilm készült róla: (333) Az állatszelídítő házi állatkertje: YouTube
„Egy nap a gödöllői remeténél” Doszpod Béla rendezésében

## Filmjei
Nevéhez fűződnek a hazai filmgyártás állatjelenetes felvételeinek megteremtése. Például:
- Szórakaténusz ismeretterjesztő filmsorozat
- Eltüsszentett birodalom
- Tündér Lala
- Zrínyi halála
- A kőszívű ember fiai
- Csillagszemű juhász...

Számos külföldi produkcióban szerepelt:  
BBC: Wild Europe, ZDF: Eden: Szelídítetlen bolygó | BBC Föld (bbcearth.com)
- „A jégből kiolvadt ősember” (Der Ötztalmann und seine Welt)
- Lonely Planet Magyarországot bemutató filmjében.

Róla készült dokumentumfilmek: 
- „Egy nap a gödöllői remeténél” Doszpod Béla rendezésében
- 1997-ben készült francia rövidfilm: * „Ne lőj az én medvémre!” (Ne tirez pas sur mes ours)

Számos hazai és külföldi sajtópublikáció, valamint tv-riport foglalkozott vele.